# سيلفستر (جورجيا)
سيلفستر (بالإنجليزية: Sylvester, Georgia)‏ هي مدينة تقع في مقاطعة وورث، جورجيا بولاية جورجيا في الولايات المتحدة. تبلغ مساحة هذه المدينة 14.9 (كم²)، وترتفع عن سطح البحر 118 م، بلغ عدد سكانها 5990 نسمة في عام 2010 حسب إحصاء مكتب تعداد الولايات المتحدة.

## وصلات خارجية
- City of Sylvester Georgia
- Cities & Counties - Georgia.gov